# 瑞安·海吉斯
瑞安·海吉斯（英語：Ryan Peter Hedges；1995年7月8日—）是一位威爾斯的職業足球運動員，在場上的位置是邊鋒或前鋒。他現在效力於英冠球會布莱克本流浪者。他也是威爾斯國家足球隊的一員。
赫奇斯于2013年7月加盟斯旺西城。2015年6月，赫奇斯与斯旺西签署了一份为期三年的续约合同。2015年1月16日，赫奇斯以一个月租借协议加盟莱顿东方。 2016年2月，赫奇斯以紧急租借形式加盟斯蒂夫尼奇，为期一个月。2016年7月8日，赫奇斯签约约维尔镇，以六个月租借协议加盟。2022年1月30日，赫奇斯加盟布莱克本流浪者。 

## 外部連結
- 足球数据库：瑞安·海吉斯的球员统计数据
- Soccerway資料庫：瑞安·海吉斯
- Swansea City A.F.C. profile （页面存档备份，存于）